# Нукис
Нукис је насеље у Италији у округу Сасари, региону Сардинија.
Према процени из 2011. у насељу је живело 205 становника. Насеље се налази на надморској висини од 490 м.